# Vozera Elna
Vozera Elna (vitryska: Возера Ельна, ryska: Ozero Yel’nya, Ozero Yel’no) är en sjö i Belarus.   Den ligger i voblasten Vitsebsks voblast, i den norra delen av landet, 190 km norr om huvudstaden Minsk. Vozera Elna ligger 134 meter över havet. Arean är 4,8 kvadratkilometer. Den sträcker sig 4,0 kilometer i nord-sydlig riktning, och 3,1 kilometer i öst-västlig riktning.
Trakten runt Vozera Elna består huvudsakligen av våtmarker. Runt Vozera Elna är det glesbefolkat, med 17 invånare per kvadratkilometer.